# Mighty Morphin Power Rangers: The Movie
Mighty Morphin Power Rangers: The Movie is de eerste film gebaseerd op de Power Rangers-serie. De film werd geproduceerd door 20th Century Fox in de zomer van 1995 en bevat dezelfde acteurs als in de serie Mighty Morphin Power Rangers.

## Verhaal
Het begint wanneer de Rangers uit een vliegtuig springen, met op de achtergrond Higher Ground door de Red Hot Chili Peppers.
Tijdens graafwerkzaamheden in Angel Grove ontdekken een paar bouwvakkers een enorm ei. Lord Zedd en Rita Repulsa bevrijden het wezen dat erin opgesloten zit, de kwaadaardige Ivan Ooze. Ivan Ooze was net als Rita een vijand van Zordon. Hij werd door Zordon 6000 jaar opgesloten in het ei. Lord Zedd hoopt dat Ivan hem kan helpen de Power Rangers te verslaan. Ivan verraadt Lord Zedd en Rita echter. Vervolgens verwoest hij het commandocentrum en daarmee de krachten van de Rangers. Ook Zordon ontkomt niet aan de verwoesting: hij ligt op sterven en de Rangers zien hem voor het eerst in hoogsteigen persoon.
Ondertussen hypnotiseert Ivan Ooze alle volwassenen van Angel Grove met een slijmerige vloeistof. Om hem te stoppen moeten de Rangers afreizen naar de planeet Phaedos om de legendarische Ninjazords te halen. Daar krijgen ze de krachten nadat tegen een aantal monsters moeten vechten. Nadat de Rangers de Ninjazords hebben, keren ze terug naar Angel Grove om Ivan Ooze te stoppen. Het lukt ze hem te verslaan en de volwassenen weer terug te laten keren.

## Rolverdeling
| Acteur                | Personage                      | Opmerkingen |
| --------------------- | ------------------------------ | ----------- |
| Karan Ashley          | Aisha Campbell / Gele Ranger   |             |
| Johnny Yong Bosch     | Adam Park / Zwarte Ranger      |             |
| Steve Cardenas        | Rocky DeSantos / Rode Ranger   |             |
| Jason David Frank     | Tommy Oliver / Witte Ranger    |             |
| Amy Jo Johnson        | Kimberly Hart / Roze Ranger    |             |
| David Yost            | Billy Cranston / Blauwe Ranger |             |
| Paul Schrier          | Farkas "Bulk" Bulkmeier        |             |
| Jason Narvy           | Eugene "Skull" Skullovitch     |             |
| Paul Freeman          | Ivan Ooze                      |             |
| Gabrielle Fitzpatrick | Dulcea                         |             |
| Nicholas Bell         | Zordon                         |             |
| Robert Manahan        | Zordon                         | stem        |
| Peta-Maree Rixon      | Alpha 5                        |             |
| Richard Wood          | Alpha 5                        | stem        |
| Mark Ginther          | Lord Zedd                      |             |
| Robert Axelrod        | Lord Zedd                      | stem        |
| Julia Cortez          | Rita Repulsa                   |             |
| Barbara Goodson       | Rita Repulsa                   | stem        |
| Kerry Casey           | Goldar                         |             |
| Kerrigan Mahan        | Goldar                         | stem        |
| Jean Paul Bell        | Mordant                        |             |
| Martin Metcalf        | Mordant                        | stem        |
| Jamie Craft           | Fred Kelman                    |             |

## Achtergrond

### Opbrengst en kritiek
De film bracht in totaal $37,804,616 op, maar kreeg een hoop kritiek. Op een gegeven moment stond de film in de IMDb zelfs bij de 100 slechtste films ooit.

### Verschillen met de serie
De film heeft niets te maken met de serie en speelt zelfs af in een alternatief universum. Een aantal zaken waaruit dit blijkt zijn:
- De manier waarop de Rangers hun ninja zords en nieuwe krachten krijgen. In de serie kregen ze deze van Ninjor.
- Alpha 5 ziet er hier anders uit dan in de serie, net als het interieur van het commando centrum.
- De Rangers dragen geen spandex pakken, maar een soort pantser.
- Twee van de Rangers hebben nieuwe wapens die niet voorkomen in de serie.
- De ninja megazord ziet er anders uit dan die uit de serie. Dat komt vooral omdat de megazord in de film met computer animatie is neergezet.
- De stad Angel Grove ziet er anders uit dan in de serie. Dit komt doordat de serie, wat betreft de Amerikaanse scènes, is opgenomen in Los Angeles en de film in Sydney.
- De handlangers van Ivan Ooze zijn de handlangers van Rito Revolto